# Павичевич, Милош
Милош Павичевич (род. 21 сентября 1978) — черногорский и российский баскетбольный тренер.

## Карьера
Родился в 1978 году. Тренерскую баскетбольную карьеру начал в 2006 году в Сербии, где тренировал резервные команды Црвены звезды.
С 2011 года Павичевич работал в России в составе тренерских штабов баскетбольных клубов мужской Суперлиги и женской Премьер-лиги. В 2015 году работал ассистентом Павла Гооге и Николайса Мазурса в грузинской Вите.
В 2016 году был назначен главным тренером баскетбольного клуба «Спартак-Приморье». Под руководством Павичевича в сезоне 2016/2017 команда заняла 3-е место в Суперлиге-1, а в сезоне 2016/2017 стала чемпионом.
В декабре 2018 года Павичевич возглавил тренерский штаб «Купол-Родников».
В октябре 2021 года Павичевич стал главным тренером команды ДЮБЛ баскетбольного клуба УНИКС. Под его руководством казанская команда вышла в «Финал восьми» Первенства ДЮБЛ, где заняла 8 место.

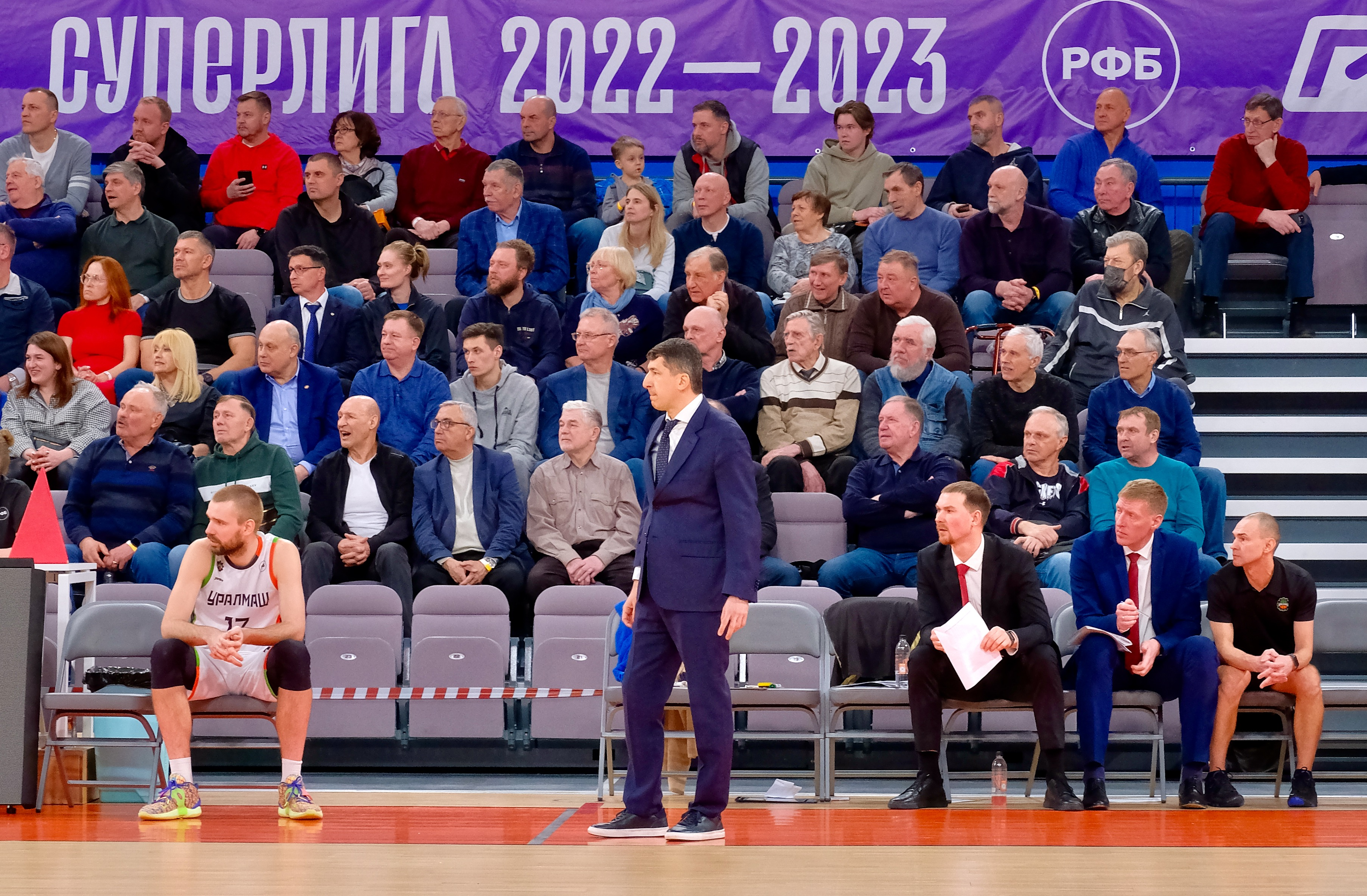
Во главе тренерского штаба «Уралмаша»

В октябре 2022 года Павичевич вернулся в «Автодор» и был назначен главным тренером основной команды, но в ноябре был отправлен в отставку.
В марте 2023 года был назначен главным тренером «Уралмаша». Под его руководством екатеринбургский клуб стал чемпионом Суперлиги.
В мае 2023 года Павичевич продлил контракт с «Уралмашем». В декабре 2023 года Павичевич был уволен при результате 8-8 в Единой лиге ВТБ.
В мае 2024 года Павичевич возглавил «СШОР-Локомотив-Кубань».

## Достижения
- Чемпион Суперлиги (2): 2017/2018, 2022/2023
- Бронзовый призёр Суперлиги: 2016/2017